# Symplocos umbellata
Symplocos umbellata är en tvåhjärtbladig växtart som beskrevs av August Brand. Symplocos umbellata ingår i släktet Symplocos och familjen Symplocaceae. Inga underarter finns listade i Catalogue of Life.